# Ministerium für innere Angelegenheiten der Ukraine

Emblem des Ministeriums

Das Ministerium für innere Angelegenheiten der Ukraine (ukrain. Міністерство внутрішніх справ України; Abk. MWS bzw. MVS) ist das Innenministerium der Ukraine.
Die Behörde ist für den Schutz der Rechte und Freiheiten der Bürger des Landes zuständig. Das zentralisierte Amt wird vom ukrainischen Innenminister geleitet, der nicht nur formell Mitglied des Ministerkabinetts der Ukraine (der Regierung) ist, sondern auch de facto der Chef der Polizei des Landes.
Nach Angaben von Amnesty International von 2005 waren Folter und Misshandlung von Bürgern durch die Miliz in der Ukraine zu dieser Zeit weit verbreitet. Mehrere Milizionäre wurden 2010 festgenommen, weil sie Gefangene gefoltert haben sollen.
Die Verteilung von 25.000 automatischen Waffen sowie 10 Millionen Patronen und auch Panzerabwehrwaffen an Bürger in Kiew anlässlich des russischen Überfalls auf die Ukraine kommentierte der damals amtierende Innenminister Denys Monastyrskyj in einem am 26. Februar 2022 veröffentlichten Video mit den Worten: „Kiew wird sich selbst verteidigen […].“ Er sagte, er sei stolz, wenn er sehe, wie die Menschen ihre Städte, Dörfer, Straßen und Häuser verteidigten. „Sie organisieren sich selbst, es gibt keine Plünderungen oder Raubüberfälle.“